# Mjadzel
Mjadzel (bělorusky Мядзел, rusky Мядель – Mjaděl) je město v Minské oblasti v Bělorusku. 1. 1. 2024 mělo 6 949 obyvatel a bylo správním střediskem svého rajónu.

## Poloha a doprava
Mjadzel leží přibližně 115 kilometrů severozápadně od Minsku, hlavního města oblasti i státu. Nejbližší železniční stanice je Kňahinin přibližně 35 kilometrů jižně na trati z Maladzečny do Polocku.

## Dějiny
První zmínka o Mjadzelu je z roku 1324. V meziválečném období v letech 1918 až 1939 patřilo k druhé Polské republice. Městem je od roku 1998.